# 亞拉湖

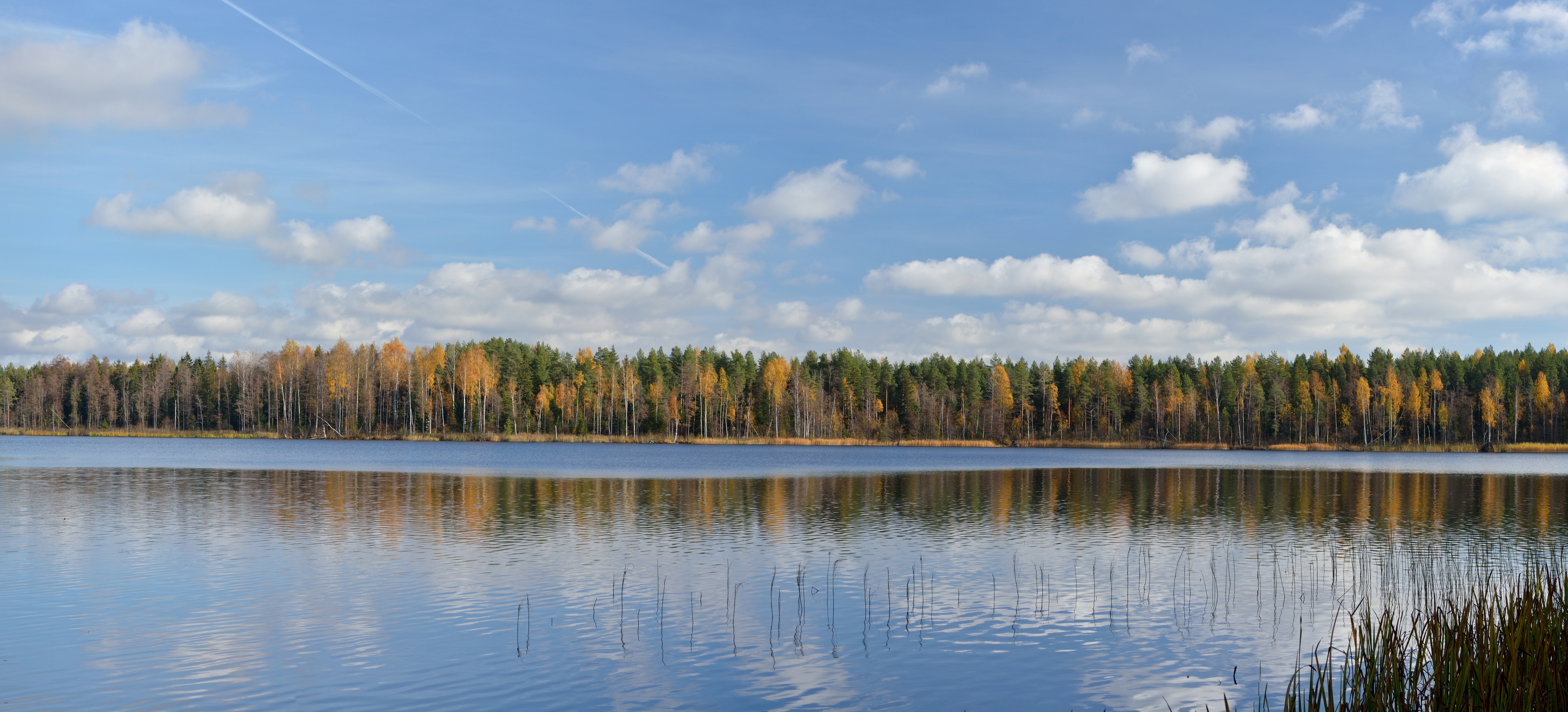

亞拉湖是愛沙尼亞的湖泊，由東維魯縣負責管轄，長0.75公里、寬0.46公里，面積0.20平方公里，海拔高度42.4米，平均水深4.8米，最大水深6.4米，該湖有13種水生植物。
59°15′45″N 27°35′0″E / 59.26250°N 27.58333°E